# Castelo de Vallada
O Castelo de Vallada, também conhecido como Castelo de Umbría, localiza-se no município de Vallada, na província de Valência, na comunidade autónoma da Comunidade Valenciana, na Espanha.
Ergue-se em posição dominante na altura de La Peña sobre uma elevação a 520 metros acima do nível do mar, de onde se descortina todo o vale do rio Cañoles.

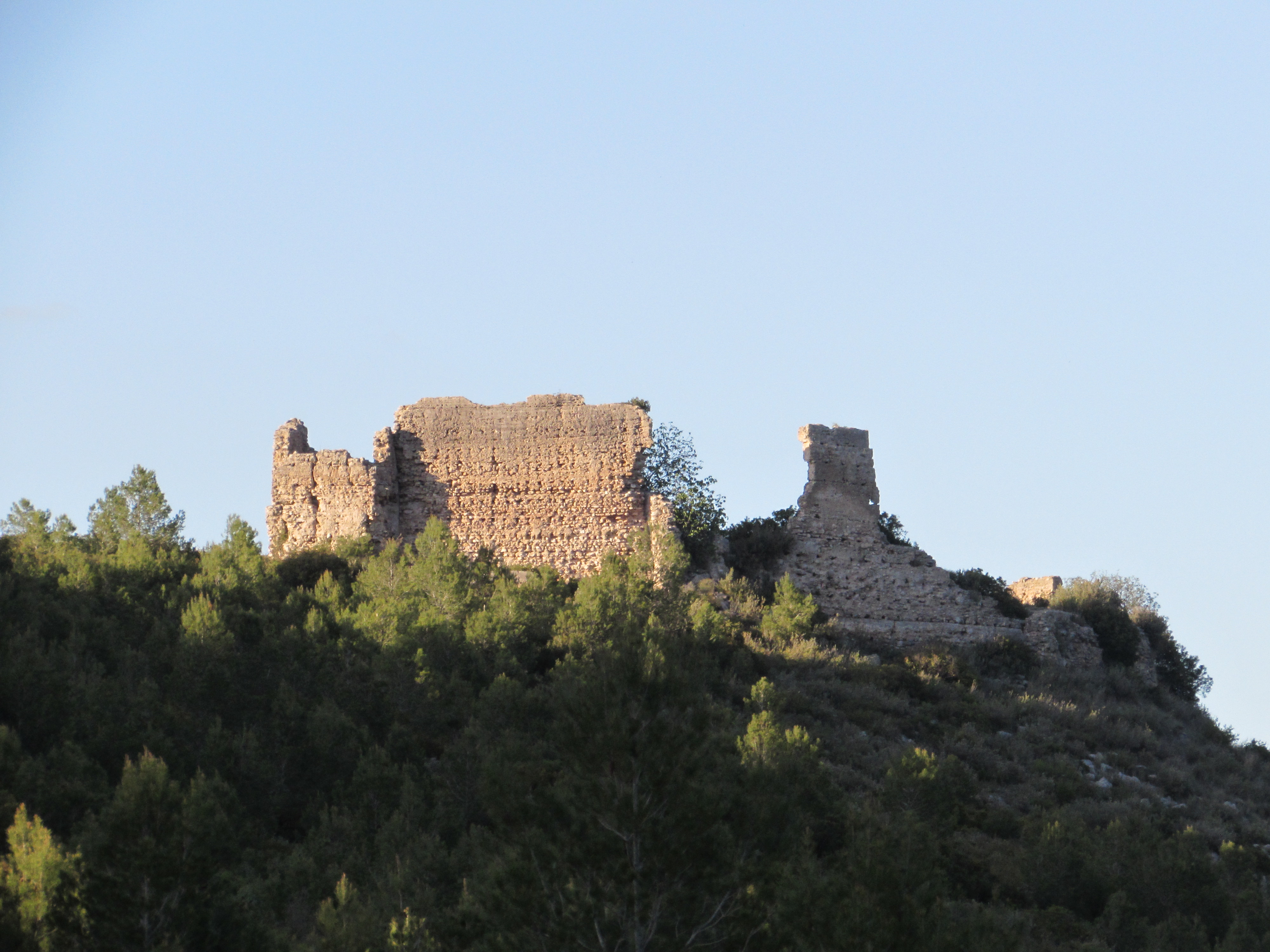

## História
Remonta a uma fortificação muçulmana. Integrava a rede de castelos que defendia o vale, juntamente com o Castelo de Játiva, o Castelo de Montesa e o Castelo de Mogente.

## Características
Trata-se de um recinto com planta pentagonal, que se abre na parte mais abrupta do cume, em um extremo sobre o precipício, de modo que unicamente podia ser atacado a partir do flanco Oeste, defendido por duas torres gémeas e uma muralha encimada por um adarve e ameias.
O conjunto foi erguido em taipa sobre embasamento de alvenaria,  conta com torres e demais dependências auxiliares, assim como com uma cisterna.